# Canton (New York)
Pour les articles homonymes, voir Canton (homonymie).
Canton est un village, siège du comté de Saint Lawrence, situé dans l'État de New York, aux États-Unis. On y trouve l'université de St. Lawrence. Son nom provient de la ville chinoise homonyme.
| Ogdensburg | Lisbon  | Norfolk, Norwood |
| Heuvelton  | Canton  | Potsdam          |
| De Kalb    | De Kalb | Colton           |

## Démographie
| Groupe            | Canton | New York | États-Unis |
| ----------------- | ------ | -------- | ---------- |
| Blancs            | 88,0   | 65,8     | 72,4       |
| Afro-Américains   | 6,2    | 15,9     | 12,6       |
| Métis             | 2,0    | 3,0      | 2,9        |
| Asiatiques        | 1,9    | 7,3      | 4,8        |
| Autres            | 1,4    | 7,5      | 6,2        |
| Amérindiens       | 0,5    | 0,6      | 0,9        |
| Total             | 100    | 100      | 100        |
|                   |        |          |            |
| Latino-Américains | 4,4    | 17,6     | 16,7       |

Selon l'American Community Survey, pour la période 2011-2015, 88,45 % de la population âgée de plus de 5 ans déclare parler anglais à la maison alors que 2,96 % déclare parler l'espagnol, 1,70 % le français, 1,34 % l'italien, 1,26 % le yiddish, 0,93 % le serbo-croate, 0,82 % l’allemand, 0,57 % une langue africaine et 1,97 % une autre langue.

## Source
- (en) Cet article est partiellement ou en totalité issu de l’article de Wikipédia en anglais intitulé « Canton (village), New York » (voir la liste des auteurs).

1. ↑  (en) « Canton, NY Population - Census 2010 and 2000 », sur censusviewer.com.
2. ↑  (en) « Population of New York - Census 2010 and 2000 », sur censusviewer.com.
3. ↑  (en) « Language spoken at home by ability to speak English for the population 5 years and over », sur factfinder.census.gov.